# Qasımbəyli (Bərdə)
Qasımbəyli è un comune dell'Azerbaigian situato nel distretto di Bərdə. Conta una popolazione di 748 abitanti.